# Синина, Тамара Дмитриевна
Тамара Дмитриевна Синина (Кротова) (род. 6 июля 1949 года, гор. Малорита, Брестская область) — советская и российская актриса театра и кино. Имеет множество наград.

## Биография
Тамара Дмитриевна родилась 6 июля 1949 года в городе Малорита, Брестская область. В скором времени семья переехала в город Молодечно, Минская область. В 1956 году пошла в первый класс школы № 1, в 5 классе перешла в школу № 5. В 1965 году пошла работать на фабрику музыкальных инструментов. В это время училась в школе рабочей молодёжи. В 1966 году окончила школу и поступила в школу студию при БелАДТ имени Я. Купалы на курс народного артиста СССР Рахленко Леонида Григорьевича.
Дипломные спектакли:
- «Последние» М. Горький — Вера;
- «Традиционный сбор» В. Розов — Инна.

В 1969 году закончила обучение и была принята в труппу этого театра.
12 августа 1972 года вышла замуж за Синина Юрия Евгеньевича (актёр и режиссёр). В 1973 году мужа распределили в Красноярский театр ленинского комсомола, в котором оба служили. Но в 1974 году перевелась в ТЮЗ Алма-Аты. И в этот же год она родила сына Синина Святослава Юрьевича.
В 1987 году перевелась в Брестский академический театр драмы.
В 1991 году начала работать в театре Встречи города Гатчина.
С 1993 года работала в ЛОГУК ТЮЗе до 2011 года.

## Семья
- Отец — Дмитрий Гаврилович Кротов (1918 — 1978)
- Мать — Мария Григорьевна Кротова (в девичестве Хомук) (1924 — 2016)
- Сестра — Лариса Дмитриевна Кротова (род. 1947)
- Братья — Юрий Дмитриевич Кротов (1952 — 2007), Анатолий Дмитриевич Кротов (1955—2019)
- Супруг — Юрий Евгеньевич Синин (1951 — 2013)
- Сын — Святослав Юрьевич Синин (род. 22 июля 1974)

## Театральные работы

### БелАДТ имени Я. Купалы(1969—1973)
- 1969 — «Рудобельская республика» С. И. Граховский, режиссёр Б. И. Луценко — Геля
- 1969 — «Традиционный сбор» В. И. Розов, режиссёр Б. И. Луценко — Инга
- 1969 — «Память Сердца» А. Е. Корнейчук, режиссёр Б. И. Луценко — Рая
- 1969 — «10 суток за любовь» Б. М. Рацер и В. К. Константинов, режиссёр В. Лившиц — Ира
- 1970 — «Откуда грех?» А. Л. Петрашкевич, режиссёр П. Молчанов— Галя
- 1970 — «Затюканный апостол» А. Е. Макаёнок, режиссёр Б. И. Луценко — Дочь
- 1971 — «Амнистия» Н. Е. Матуковский, режиссёр А. О. Кондрашов[1] — Тамара Можейко
- 1971 — «Кто смеется последним?» Кондрат Крапива, режиссёр Л. Г. Рахленко — Вера Михайловна, научный сотрудник
- 1973 — «Без вины виноватые» А. Н. Островский, режиссёр Л. Г. Рахленко — Аннушка
- 1973 — «Таблетка под язык» А. Макаёнок, режиссёр Б. И. Луценко — Светлана
- 1973 — «Правду! Ничего, кроме правды» документальная хроника судебного заседания, режиссёр В. М. Раевский[бел.] — Сценографистка 7

### Красноярский театр ленинского комсомола(1973—1974)
- 1973 — «Белоснежка и семь гномов» по мотивам сказок братьев Гримм, режиссёр Анатолий Ерин — Белоснежка
- 1974 — «Орфей: Легенда о Ричарде Тишкове» Л. А. Жуховицкий, режиссёр Александр Попов — Зина

### ТЮЗ Алма-Аты(1974—1987)
- 1974 — «Прощание в июне» А. В. Вампилов, режиссёр Рубен Суренович Андриасян — Маша
- 1975 — «С любовью не шутят» П. Кальдерон, режиссёр Рубен Суренович Андриасян — Беатрис и Элеонора
- 1976 — «Самый правдивый» Г. Горин, режиссёр Рубен Суренович Андриасян — Якобина фон Мюнхгаузен, его супруга, баронесса.
- 1976 — «Ночь после выпуска» В. Ф. Тендряков, режиссёр Рубен Суренович Андриасян — Наташа
- 1976 — «Снежная королева» Е. Л. Шварц, режиссёр Рубен Суренович Андриасян — Снежная королева
- 1976 — «Р. В. С.» А. П. Гайдар, режиссёр Евгений Александрович Прасолов — Мама
- 1977 — «Дикая яблоня», режиссёр Власова-Рис — Дурия
- 1977 — «Чудаки» М. Горький, режиссёр Рубен Суренович Андриасян — Ольга
- 1977 — «Весенние перевёртыши» В. Ф. Тендряков, режиссёр Владимир Ушаков — Люся Скоробогатова
- 1978 — «Двенадцатая ночь» Уильям Шекспир, режиссёр А. Прасолов — графиня Оливия
- 1979 — «История одной любви» А. С. Тоболяк, режиссёр Владимир Ушаков — Зоя
- 1979 — «Два клёна» Е. Л. Шварц, режиссёр А. Прасолов — Василиса работница
- 1980 — «Крылья Дюймовочки» Б. В. Заходер, режиссёр Владимир Ушаков — Жучиха
- 1982 — «Следствие» Воронов, режиссёр Рубен Суренович Андриасян — Ирина Борисовна Виноградова
- 1982 — «Пойти и не вернуться» В. В. Быков[2], режиссёр А. Прасолов — хозяйка хутора
- 1983 — «Сирано де Бержерак» Э. Ростан, режиссёр Рубен Суренович Андриасян — Роксана

### Брестский академический театр драмы(1987 —1989)
- 1990 — «Распутица» Варфоломеев, режиссёр Таисия Ивановна Беличенко — Алла

- 1989 — «Круглый стол под абажуром» В. К. Арро, режиссёр Таисия Ивановна Беличенко — Нелли
- 1989 — «Дикарь» А. Касона, режиссёр Таисия Ивановна Беличенко — тетушка Матильда
- 1989 — «Аукцион» А. Делендик, режиссёр Александр Дубовик — Вана Егоровна Смирнова

### Театр Встречи(1991—2000)
- 1991 — «Интердевочка» В. В. Кунин, режиссёр Елена Котельникова — Кисуля
- 1993 — «Аукцион» А. Делендик, режиссёр Елена Котельникова — Вана Егоровна Смирнова
- 1994 — «Замок с секретом» В. А. Левин, режиссёр Елена Котельникова — баба Яга
- 1995 — «Поющий поросёнок» С. Г. Козлов[3], режиссёр Юрий Муравьев — бабка

### ЛОГУК ТЮЗ(1993—2011)
- 2000 — «День Рождения кота Леопольда» А. И. Хайт, режиссёр Юрий Муравьев — бабушка Леопольда
- 2000 — «Морозко» по мотивам русской народной сказки, режиссёр Сергей Алексеевич Рытов — Мачеха и Марфушка
- 2002 — «Мымренок» В. Афонин, режиссёр М. Карлина — мама Мымрёнка

## Фильмография
| Год       | Название                                        | Режиссёр              | Роль                   |
| --------- | ----------------------------------------------- | --------------------- | ---------------------- |
| 1970      | «Нечаянная любовь»                              | Иосиф Шульман         | Катя                   |
| 1972      | «День моих сыновей»                             | Станислав Третьяков   | Нина Сергеевна, доктор |
| 1971      | «Факир на час»                                  | Диамара Нижниковская  | хористка               |
| 1971      | «Батька»                                        | Борис Степанов        | эпизод                 |
| 1975      | «Там, вдали за рекой»                           | Михаил Ильенко        | Шура                   |
| 1972      | «Вот и лето прошло»                             | Игишев Александр      | Света                  |
| 1975      | «Притча о любви»                                | Булат Мансуров        | Таня                   |
| 1973      | «Новоселье»                                     | Василий Ильяшенко     | Мотрина Кордонская     |
| 1985      | «Мой дом на зелёных холмах»                     | Ася Сулеева           | Продавщица             |
| 1986      | «Время свиданий»                                | Сергей Селивёрстов    | Медсестра              |
| 1984      | «Завтра будет поздно»                           | Сергей Шутов          | Грибанова, воровка     |
| 1984      | «Примите Адама»                                 | Лаврентий Сон         | эпизод                 |
| 1985      | «Дом»                                           | Талгат Теменов        | эпизод                 |
| 1982      | «У кромки поля»                                 | Болат Шманов          | эпизод                 |
| 1982      | «Дыня»                                          | Виктор Пусурманов     | Гуля, эпизод           |
| 1981      | «Камча»                                         | Шутов                 | эпизод                 |
| 1977      | «Транссибирский экспресс»                       | Эльдор Уразбаев       | эпизод                 |
| 1978      | «Прекрасный Туркестан»                          | Тажбаев               | Светлана Смольникова   |
| 1986      | «Чужая белая и рябой»                           | Сергей Соловьев       | эпизод                 |
| 1985      | «Человек-олень»                                 | Максим Смагулов       | эпизод                 |
| 1987      | «Шанырак»                                       | Б. Бейсекова          | эпизод                 |
| 1987      | «Забытая мелодия для флейты»                    | Эльдар Рязанов        | хористка               |
| 2020      | «Ученица Мессинга»                              | Bлaдимиp Haxaбцeв мл. | Аида, жена Мессинга    |
| 1997-2019 | «Улицы разбитых фонарей» (серия «Нетерпимость») | Алексей Козлов        | Старцева               |
| 2004      | «Бункер»                                        | Оливер Хиршбигель     | Старшая мед. сестра    |
| 2004-2007 | «Опера. Хроники убойного отдела»                | Владимир Крайнев      | Шульгина               |

## Награды и звания
- Член союза театральных деятелей России
- Ветеран сцены
- Почетная грамота правительства Ленинградской области
- Правительственная грамота Российской федерации Москва